# Lokomotiv-Biləcəri FK
Lokomotiv-Biləcəri FK (ázerbájdžánsky: Lokomotiv-Biləcəri Futbol Klubu) byl ázerbájdžánský fotbalový klub sídlící ve městě Baku. Klub byl založen v roce 2011. Zanikl v únoru 2015 poté, co neplatil svým hráčům výplaty několik měsíců.
Své domácí zápasy odehrával na stadionu FK Baku stadionu s kapacitou 3 000 diváků.

## Soupiska
Aktuální k datu: 30. prosince 2014
| Číslo |             | Pozice | Hráč              |
| ----- | ----------- | ------ | ----------------- |
|       | Ázerbájdžán | B      | Səbuhi Əliyev     |
|       | Ázerbájdžán | B      | Orxan İrzaquliyev |
|       | Ázerbájdžán | B      | Polad Mirzəzadə   |
|       | Ázerbájdžán | O      | Nicat Əsgərov     |
|       | Ázerbájdžán | O      | Elmir Hacıyev     |
|       | Ázerbájdžán | Z      | Səbayıl Bağırov   |
|       | Ázerbájdžán | Z      | Salman Altuxanov  |
|       | Ázerbájdžán | Z      | Haqverdi Yusifov  |
|       | Ázerbájdžán | Z      | Cavid Əsədov      |
|       | Ázerbájdžán | Z      | Nihad Ələsgərov   |
|       | Ázerbájdžán | Z      | Elmin Əlizadə     |
|       | Ázerbájdžán | Z      | Əfqan Əsgərov     |

| Číslo |             | Pozice | Hráč                  |
| ----- | ----------- | ------ | --------------------- |
|       | Ázerbájdžán | Z      | Namiq Salayev         |
|       | Ázerbájdžán | Z      | Nurlan Məmmədzadə     |
|       | Ázerbájdžán | Z      | Xəyal Qocayev         |
|       | Ázerbájdžán | Z      | Orxan Qəhrəmanov      |
|       | Ázerbájdžán | Z      | Samir B. Quliyev      |
|       | Ázerbájdžán | Z      | Elmar Quluzadə        |
|       | Ázerbájdžán | Z      | Əlimərdan Əlimərdanov |
|       | Ázerbájdžán | Z      | Rəsul Teymurxanlı     |
|       | Ázerbájdžán | Z      | Məhəmməd Haqverdiyev  |
|       | Ázerbájdžán | Ú      | Rəşad Piriyev         |
|       | Ázerbájdžán | Ú      | Səddam Mollazadə      |
|       | Ázerbájdžán | Ú      | İsrafil Qarayev       |

## Umístění v jednotlivých sezonách
Zdroj: 
Legenda: Z – zápasy, V – výhry, R – remízy, P – porážky, VG – vstřelené góly, OG – obdržené góly, +/– – rozdíl skóre, B – body, červené podbarvení – sestup, zelené podbarvení – postup, fialové podbarvení – reorganizace, změna skupiny či soutěže
| Ázerbájdžán (2011 – 2015) |                   |        |    |    |   |    |    |    |     |    |        |
| Sezóny                    | Liga              | Úroveň | Z  | V  | R | P  | VG | OG | +/- | B  | Pozice |
| 2011/12                   | Birinci Divizionu | 2      | 26 | 10 | 6 | 10 | 37 | 33 | +4  | 36 | 6.     |
| 2012/13                   | Birinci Divizionu | 2      | 24 | 7  | 3 | 14 | 28 | 38 | -10 | 24 | 8.     |
| 2013/14                   | Birinci Divizionu | 2      | 30 | 12 | 3 | 15 | 42 | 58 | -16 | 39 | 10.    |
| 2014/15                   | Birinci Divizionu | 2      | 30 | 3  | 1 | 26 | 10 | 72 | -62 | 10 | 16.    |